# Teixit de ganxo

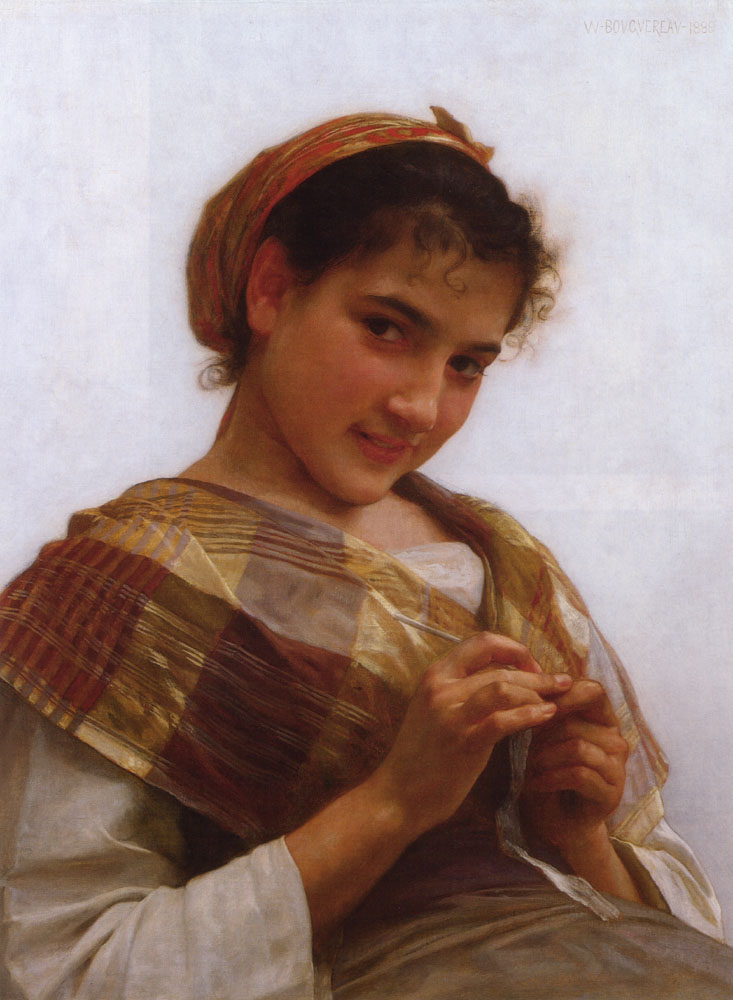
Jove irlandesa fent ganxet (Bouguereau 1889)

El ganxet o punt de ganxo és una tècnica per a teixir labors amb fil o llana que utilitza una agulla curta i específica, el ganxet, de metall, plàstic o fusta.
Aquesta tasca, similar al punt de mitja, consisteix a passar un anell de fil per sobre d'un altre, encara que a diferència d'aquest, es treballa només amb un dels anells cada vegada.
També es denomina ganxet els teixits realitzats mitjançant aquesta tècnica, els quals poden ser cobrellits, puntes, centres de taula, roba, etc.

## Orígens

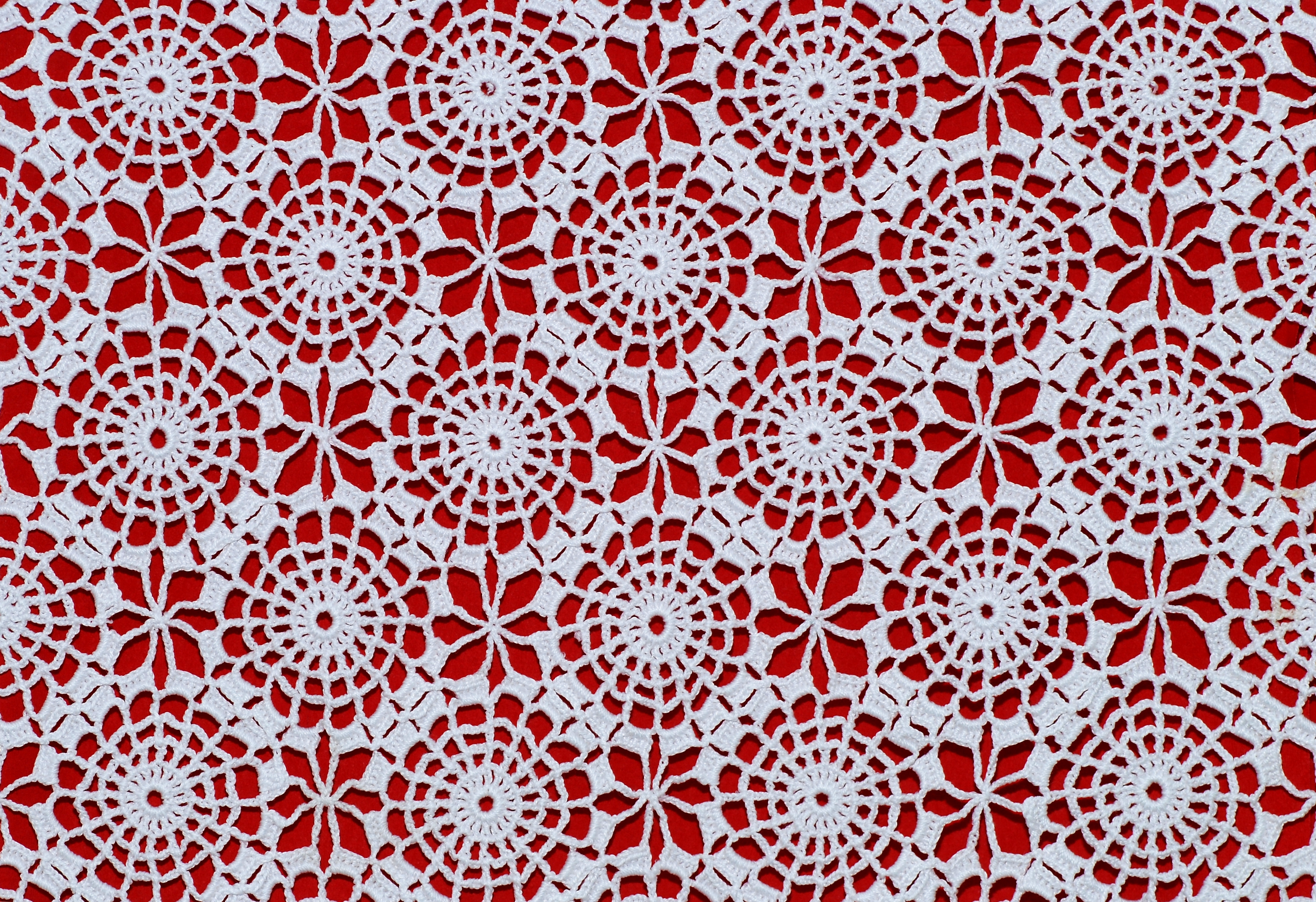
Estovalles de ganxet.

S'especula que el ganxet evolucionà a partir de les pràctiques tradicionals àrabs, sud-americanes o xineses però no existeixen proves consistents d'aquesta tasca fins que es va popularitzar a Europa durant el segle xviii. Les primeres referències escrites es remunten a l'obra  Shepherds's Knitting  del llibre  The Memoirs of a Highland Lady  d'Elizabeth Grant el 1812. Els primers patrons publicats van aparèixer a la revista alemanya  Penelope  en 1824.

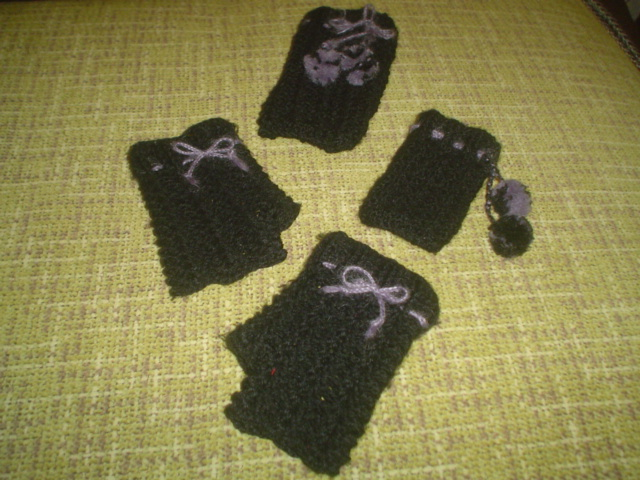
Mitons i diverses fundes de ganxet.

Una altra de les proves que el ganxet era una tècnica nova durant el segle xix és la publicació de  A Winter's Gift  en 1847, amb detallades instruccions per realitzar els punts, encara que és de suposar que els lectors entenien els passos bàsics d'altres labors d'agulla. Referències primerenques d'aquesta tasca en  el llibre de Godey's Lady  (1846-1847) al·ludeixen al crotchet abans que la seva grafia s'estandarditzés. Alguns escriptors especulen que aquesta tècnica era de fet utilitzada per antigues cultures, però per teixir, en lloc del típic ganxet, usaven el dit índex flexionat, per la qual cosa no van quedar objectes que confirmin aquesta pràctica. No obstant això, argüeixen la simplicitat de la tècnica per proclamar que "va haver de" existir en períodes antics.
Altres escriptors apunten que els teixits, els ordits tricotats i nuats sobreviuen des d'edats molt primerenques, però no existeixen proves de mostres de teixits fets a ganxet en cap col·lecció etnològica o de procedència arqueològica prèvia a 1800. Aquests escriptors assenyalen les agulles de brodat usades en brodats sobre bastidor a França al segle xviii per asseverar que la tècnica de fer llaços en un entramat fi amb bastidor evolucionar fins a la del ganxet sense bastidor.

## Història

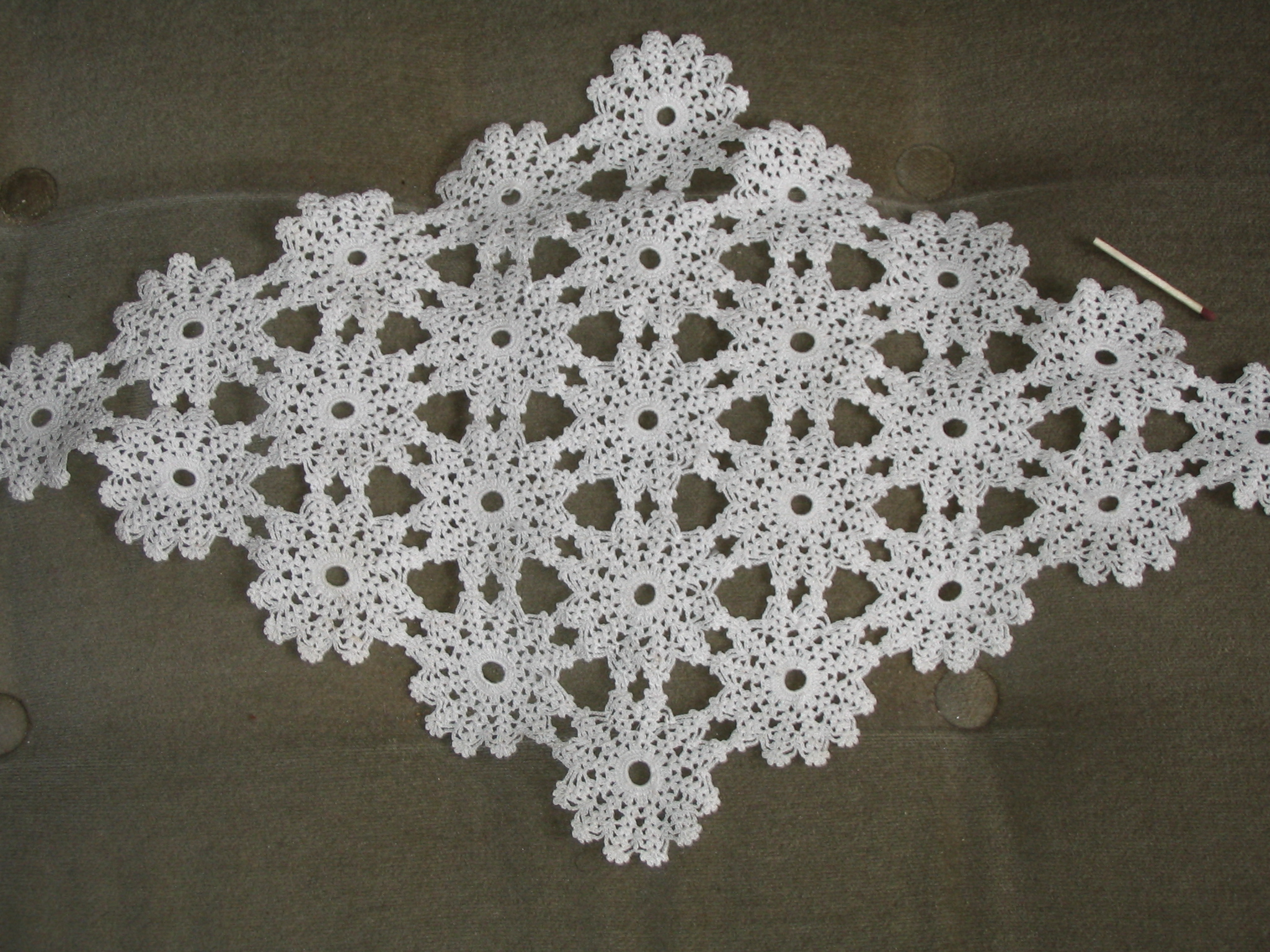
Petit tapet fet a Suècia al voltant de 1930.

Al llarg de tot el món el ganxet es va convertir en una pròspera indústria casolana, especialment a Irlanda i el nord de França sostenint comunitats el mode de vida tradicional havia estat danyat per les guerres, fluctuacions en l'agricultura i l'ús de la terra i les males collites. Les dones, i fins i tot de vegades els nens, es quedaven a casa i teixien roba, mantes, etc., per aconseguir diners. Els articles eren comprats principalment per l'emergent classe mitjana. La introducció del ganxet com a imitació d'un símbol de prestigi, més que una artesania única per si mateixa, havia estigmatitzat la pràctica corrent.
Aquells que podien permetre's el luxe de puntes elaborades per mètodes més cars i antics menyspreaven el ganxet com una còpia barata. Aquesta empremta va ser en part mitigada per la reina Victòria, que de forma oberta comprava puntes de ganxet artesanals d'Irlanda i fins i tot va aprendre ella mateixa a teixir. Les puntes de ganxet irlandès van ser a més promocionats per mademoiselle Reg de la Branchardieres al voltant de 1842 qui va publicar patrons i instruccions per reproduir puntes de coixí i filtiré amb aquesta tècnica, juntament amb moltes publicacions per a elaborar roba teixida a ganxet en llana. Els patrons disponibles ja en la dècada de 1840 eren variats i complexos.

## Procés

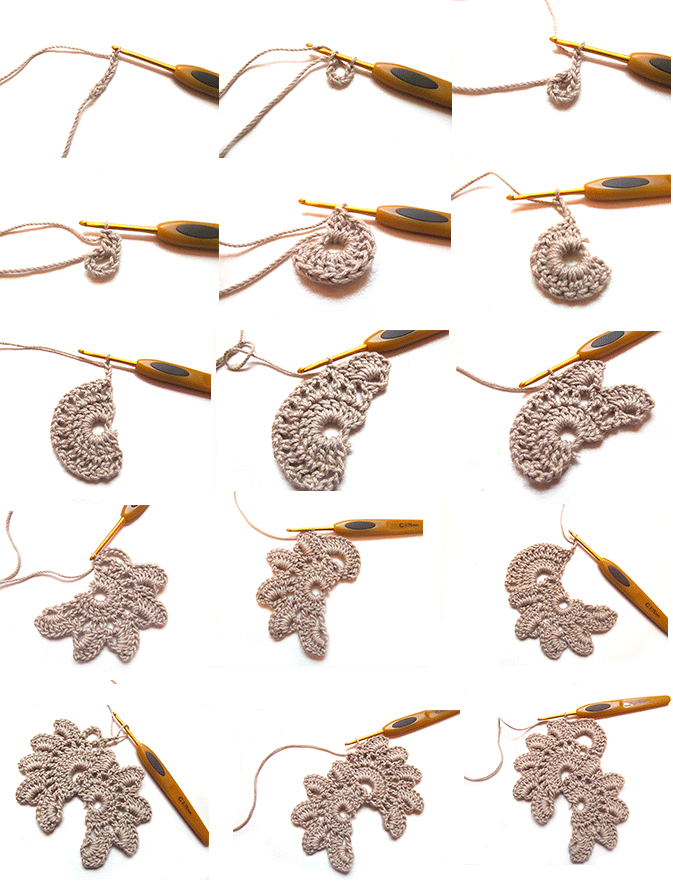
Tècnica del ganxet o crochet

El ganxet se sosté amb la mà dreta (o l'esquerra segons la persona), entre el polze i l'índex, recolzant el polze sobre la part plana del ganxet. El fil, passant sobre l'índex de la mà esquerra, se sosté amb el dit mitjà, l'anular i el dit petit doblegats cap al palmell de la mà.
Per formar el primer punt, sostenir l'extrem del fil entre el polze i l'índex de la mà esquerra, tancant entre els altres dits i el palmell, i formar una mena de nus escorredor. Introduir el ganxet de davant cap enrere.
Una vegada format el primer punt, mantenint el ganxet horitzontalment, enganxar el fil que sosté la mà esquerra al ganxet (això es diu "tirar cadena sobre el ganxet"), i retirar a través de l'anell sobre el ganxet, traient un nou anell.
Un cop acabat l'últim punt de la tasca, estirar l'anell que queda sobre el ganxet i tallar-lo. Acabar el fil restant, passant-lo entre els punts fins a la seva desaparició.

## Altres tècniques
L'amigurumi  (編み 包み, lit.  peluix de punt ) és una tècnica d'origen japonès que consisteix a teixir ninotets mitjançant ganxo. Els amigurumis prenen forma principalment d'animals adorables com ossets, conills, gats o gossos, però també se solen crear-ne de ninots amb formes antropomòrfiques i fins i tot accessoris com bosses o moneders.

## Materials

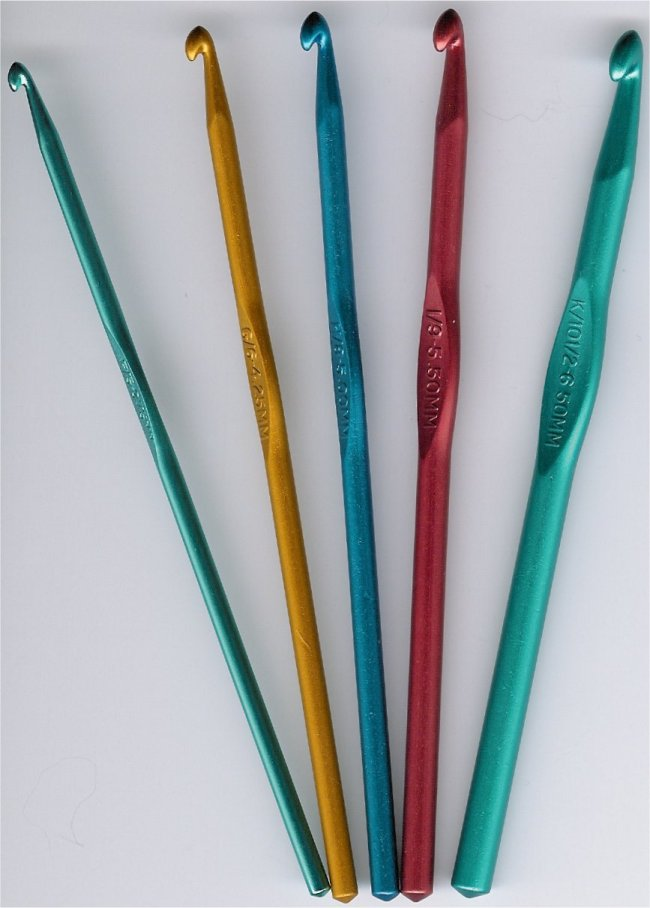
Ganxets d'alumini.

Els ganxets es comercialitzen de diferents mides i materials.
Els més emprats són els d'acer, sobretot per a labors amb fil fi de cotó i perlé.
Els d'alumini són adequats per a fils més gruixuts i els de plàstic per fils de llana de gruix mitjà.
Existeixen també ganxets artesanals, la majoria tallats en fusta i alguns decorats amb pedres semiprecioses o granadura.